# Ludwig Fromm (Architekt)
Ludwig Fromm (* 1950 in Leinefelde, Eichsfeld) ist ein deutscher Architekt und Stadtplaner. Er war Hochschullehrer und Gründungsrektor der Muthesius Kunsthochschule.

## Leben und Wirken
Ludwig Fromm studierte von 1968 bis 1972 Architektur und Städtebau an der Hochschule für Architektur und Bauwesen Weimar. Es folgte ein Praktikum an der Deutschen Bauakademie der DDR (DBA). Anschließend war er als Architekt in einem Ingenieurbüro für Gebäudereparatur in Berlin-Ost (IBR) angestellt. Nach seiner missglückten Flucht aus der DDR 1973 war er in politischer Haft in der ČSSR und in der DDR von 1973 bis 1976. Aus dieser Haft wurde er von der Bundesrepublik freigekauft. Fromm war als Freier Mitarbeiter in verschiedenen Büros in Berlin, Wien und Paris tätig und wirkte ab 1980 als freischaffender Architekt und Stadtplaner. Mit Günther Fischer gründete er ein Architekturbüro. Seit 1990 arbeitete er als Szenograf mit den Arbeitsschwerpunkten Wohnungsbau, denkmalgerechte Sanierungsplanungen, Floating Homes, Raumgestaltung und Ausstellungsgestaltung.
Von 1980 bis 1985 war Fromm wissenschaftlicher Mitarbeiter am Lehrstuhl Entwurf und Baukonstruktion der Technischen Universität Berlin am Lehrstuhl von Dietmar Grötzebach, wo er mit dem Thema „Architektur und Gesellschaft“ promoviert wurde. An der Technischen Universität Berlin arbeitete er bis 1990 als Lehrbeauftragter im Fachbereich Städtebau unter der Leitung von Professorin Luise King.
Ab 1993 lehrte er als Professor im Fachbereich Kunst und Gestaltung an der Kieler Muthesius Hochschule, wo er ab 1999 als Rektor wirkte. Unter seiner Leitung entwickelte sich die Fachhochschule zur Muthesius Kunsthochschule, deren Gründungsdirektor er von 2005 bis 2006 war. Dort wirkte er prägend bei der Entwicklung des Fachgebiets „Raumstrategien“ (Spatial Strategy), das eine dynamische Raumbetrachtung eröffnete, die Raum als ein Medium zur Schaffung von Lebensformen interpretiert. Grundlage waren phänomenologisch orientierte Forschungen zum Thema Atmosphärenkonstruktion als einer Disziplin der Raumtheorie. Raumstrategisches Denken wird heute an mehreren Kunsthochschulen (auch international) gelehrt, mal als Szenografie, als experimentelle Kunst, Raumgestaltung oder als Raumintervention im Sinne einer Raumkritik. Im Jahr 2015 wurde er emeritiert.
Fromm beschäftigt sich in jüngerer Zeit besonders mit der literarischen Aufarbeitung der DDR-Vergangenheit und richtet sein künstlerisches Interesse auf das Format Papiertheater sowie die Konzeption und den Bau von Lichtobjekten.
Darüber hinaus war Fromm viele Jahre Mitglied im Kieler Beirat für Stadtgestaltung, im Programmrat der Heinrich-Böll-Stiftung und im wissenschaftlichen Beirat des Freilichtmuseums Molfsee.

## Schriften (Auswahl)
- Loft-City-Projekt. (Oberstufen-Seminar an der TU Berlin) In: Bauwelt, 76. Jahrgang 1985, Heft 19.
- mit Günther Fischer, Rolf Gruber: Abschied von der Postmoderne. Beiträge zur Überwindung der Orientierungskrise. Vieweg-Verlag, Braunschweig / Wiesbaden 1987.
- Tipi, Ba Nag, Berberzelt. Eine Anleitung zum Bau von drei Zelten. Image, Berlin.
- mit Günther Fischer: Blockrand, Ecke, Solitär. In: Bauwelt, 85. Jahrgang 1994, Heft 30.
- Architektur und sozialer Raum. Grundlagen einer Baukulturkritik. In: Gestalt und Diskurs, Band I. Muthesius Hochschule, Kiel 2000.
- Die Landesvertretung Schleswig-Holsteins. Eine Architekturkritik. In: Schleswig-Holsteinische Landeszeitung, Journal, 2001.
- The timeless Architecture of Richard Neutra. In: Premium, Jahrgang 2001.
- Learning from New Urbanism? In: Der öffentliche Raum. Kommunikation, Kultur, Kunst. (Landespreis 2003) Innenministerium Schleswig-Holstein, Kiel 2003.
- Schöne neue Welt? In: Architektur und Stadt. Vielfalt und Dichte. Bauen für  Arbeit und Freizeit. (Landespreis 2005) Innenministerium Schleswig-Holstein, Kiel 2005.
- Zwischen Struktur und Erzählung. In: Der Architekt, Jahrgang 2006, Heft 5/6.
- Wohnen auf dem Wasser. In: Maritimes Jahrbuch Schleswig-Holstein 2006. Hamburg 2006.
- Die Kunst der Verräumlichung. In: Gestalt und Diskurs, Band VII. Muthesius Kunsthochschule, Kiel 2007.
- mit Albrecht, Nordberg: Ausstellungskonzept und Gestaltung. In: Hermann Heidrich, Sigrun Kussek (Hrsg.): Süße Verlockung. Von Zucker, Schokolade und anderen Genüssen. Molfsee bei Kiel 2007.
- Überlegungen zum gelebten Raum. In: Michael Großheim (Hrsg.): Neue Phänomenologie zwischen Praxis und Theorie. Festschrift für Hermann Schmitz. Freiburg im Breisgau / München 2008.
- Wohnen in der Stadt. In: Jürgen Hasse (Hrsg.): Die Stadt als Wohnraum. Freiburg im Breisgau / München 2008.
- als Herausgeber, mit Karl Heinrich Pohl: Das Lager verschwand aus dem kollektiven Gedächtnis. Erinnerungskulturen in Schleswig-Holstein nach 1945. Neumünster 2008.
- Raumpaar. Dem Erleben verpflichtet. In: Der Architekt, Jahrgang 2010, Heft 3.
- Raum und Bewegung. Orientierte phänomenale Räume. In: Michael Großheim, Stefan Volke (Hrsg.): Gefühl, Geste, Gesicht. Zur Phänomenologie des Ausdrucks. Freiburg im Breisgau / München 2010.
- Wohnen auf  dem Wasser. In: Heiner Haases (Hrsg.): Stadt / Wasser. Wasserkonzepte für die Stadtgestaltung. Stuttgart 2010.
- Z wie Zersetzung. Stasi und andere Verbrechen. Kiel 2020.
- Situativ bestimmte Qualitäten im Raum. Leibliche Dispositionen situativer Erfahrungen. In: Petra Maria Meyer (Hrsg.): Situation. Theorien der Situation und künstlerische Praxis. Paderborn 2020.
- mit Bernd Lippmann: Das Konstruktionsbüro im Zuchthaus Cottbus. In: Der Stacheldraht. Für Freiheit, Recht und Demokratie. Berlin 8/2020.
- Zwischen Innen und Außen. In: Gestalt und Diskurs, Band X. Muthesius Kunsthochschule, Kiel 2021.
- Gespräche über das Unfassbare. Stasi und die Szenografie des Bösen. Kiel 2021.

## Werke (Auswahl)
- mit Günther Fischer: Neubau eines zweigeschossigen Autohauses in Berlin-Steglitz, Planung und Ausführung 1991–1992[5]
- mit Günther Fischer: drei Wohn- und Geschäftshäuser in Berlin-Wedding, Reinickendorfer Straße, Planung und Ausführung 1986–1987
- mit Günther Fischer: Studentenwohnheim in Berlin-Wedding, Nettelbeckplatz, Planung und Ausführung 1993
- mit Günther Fischer: Wohn- und Geschäftshaus in Berlin-Wedding, Solitär am Nettelbeckplatz, Planung und Ausführung 1993
- mit Nordberg: Denkmalgerechter Um- und Teilneubau eines traditionellen Holzhauses in Blekinge (Schweden), Planung und Ausführung 1994–1995
- Denkmalgerechte Modernisierung eines Bordesholmer Hallenhauses von 1803, Planung und Ausführung 1997–1998
- mit Domroes: Neubau von neun Stadthäusern in Wentorf, 1999–2001
- Denkmalgerechte Modernisierung eines Bordesholmer Hallenhauses von 1718, Planung und Ausführung 2018–2019
- Butterfly-Box im Foyer des Computer Museums der FH Kiel[6], Multifunktionsmöbel zur Aufnahme einer VR-Station, 2018